# Kuh-e Sahand
Der Kuh-e Sahand (persisch سهند) ist ein 3710 m hoher, inaktiver Schichtvulkan. Er liegt 60 km östlich des Urmia-Sees und 40 km südsüdöstlich von Täbris in Iran. Er gehört zu den höchsten Bergen in der Region Āzarbāydschān. Der höchste Gipfel des Massivs ist der Jam Daqi, etwa 17 Bergspitzen haben eine Höhe über 3000 m. Im Winter ist das Massiv schneebedeckt, es gibt eine Wintersportstation.
Das Schmelzwasser speist die Grundwassersysteme am Fuß des Massivs. Neben den historischen Qanaten in den Tuffablagerungen wurden Pumpstationen installiert, die z. B. die Region Täbris mit Wasser versorgen. Der jährliche Niederschlag beträgt etwa 600 mm.
Wann die letzte Eruption stattfand, ist nicht bekannt, jedoch ist der Vulkan schon stark erodiert. Einige der Lavafelder wurden mit der Kalium-Argon-Methode auf ein Alter von etwa 1 Million Jahren datiert. Andere Forscher vermuten, dass er bis ins Holozän aktiv war, also als schlafender Vulkan anzusehen ist. Der Berg ist für die Artenvielfalt von Flora und Fauna bekannt.
Es gibt einige Höhlen, jedoch ist es gefährlich, diese zu betreten, da die meisten giftige Gase enthalten.
Im nördlichen Einzugsbereich des Berges liegt das kulturhistorisch interessante Dorf Kandovan. In der Region wird ein besonderer Käse mit dem Namen Lighvaan produziert.
20 km südlich von Täbris liegt die Sahand University of Technology.
Sahand Airport (37° 20′ 55″ N, 46° 7′ 35″ O), der Flughafen von Maragha, liegt in den südlichen Ausläufern des Gebirges. Er hat den IATA-Flughafencode ACP.
Nach dem Berg wurde eine am 18. April 1988 von den Amerikanern in der Operation Praying Mantis versenkte iranische Fregatte der Saam-Klasse benannt. Im Dezember 2018 wurde ein neuer Zerstörer der iranischen Marine mit Namen Sahand nach dem Berg benannt. Das Schiff kenterte 2024.